# Natalja Petionkina
Natalja Aleksandrovna Petionkina (ryska: Наталья Александровна Печёнкина, gift: Чистякова Tjistiakova), född 15 juli 1946, är en före detta sovjetisk  friidrottare.
Petionkina blev olympisk bronsmedaljör på 400 meter vid sommarspelen 1968 i Mexico City.